# Los Bunkers
Los Bunkers est un groupe de rock chilien, originaire de Concepción. L'un des plus populaires du pays, il est influencé par le son des années 1970, par des groupes comme Los Jaivas, Los Tres et The Beatles, ainsi que par la musique folklorique. Ils sont considérés comme étant un des groupes emblématiques du Chili actuellement. Le dernier album du groupe La velocidad de la luz nommé pour un Grammy Latino.

## Biographie

### Débuts
Le groupe est originaire de la ville de Concepción, dans la Région du Biobío, au sud du Chili. Trois d'entre eux se rencontrent durant leur adolescence (Alvaro Lopez, Gonzalo Lopez et Francisco Durán) au Lycée Salesiano à Concepción, dont ils sortent en 1998, après avoir fait partie de divers groupes comme La Pol Cheffer Band où ils jouaient des reprises des années 1960. Mauricio Durán et Mauricio Basualto, quant à eux, se rencontrent à L'École de Journalisme de l'Université de Concepción, où ils font partie d'un groupe appelé Los Biotles, qui joue plusieurs tubes des Beatles.
Durant l'hiver 1999, se crée le groupe Los Bunkers, avec Alvaro Lopez (guitare acoustique et voix principale), Gonzalo Lopez (basse), Francisco et Mauricio Durán (guitares et chœur), et Manuel Lagos (batteur de l'époque où Francisco et Alvaro étaient adolescents au Lycée Salesiano). À cette époque, ils s'intéressent déjà à la composition; c'est ainsi qu'à leurs premiers concerts on entend des chansons comme Fantasías Animadas de Ayer y Hoy, Buscando Cuadros, No Sé, et Jamás qui feront partie du disque de leurs débuts. Ils reprennent aussi plusieurs tubes de The Kinks, The Beatles, The Who, Jimi Hendrix, Cream, The Byrds, David Bowie, Bob Dylan, etc. Ils se produisent d'abord à l'Université Technique Federico Santa María de Talcahuano, et la série de concerts qu'ils effectuent entre 1999 et 2000 les fait remarquer par la presse locale qui souligne leur talent.

### Premier album

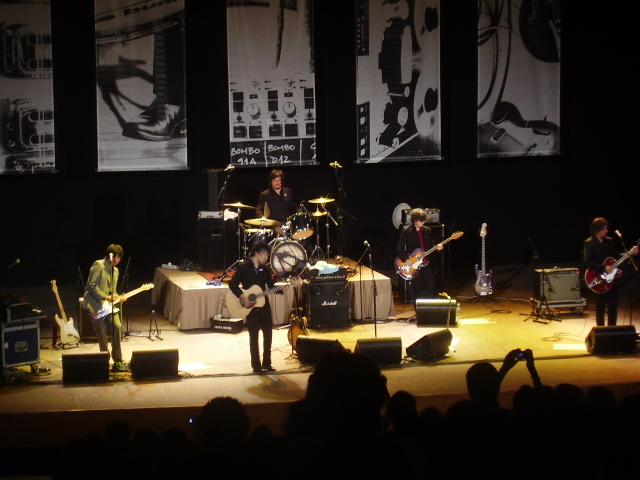
Los Bunkers, en concert à Talca, le 5 février 2006.

Le groupe ayant un certain succès décide de monter à Santiago en février 2000, en espérant trouver de meilleurs endroits pour montrer leur répertoire. Manuel Lagos quitte le groupe pour rester à Concepción et se fait remplacer par Mauricio Basualto qui, en mars de la même année, se charge de la batterie. Le groupe est définitivement formé. 
Leurs débuts dans la capitale se font au Tomm Pub. Ils semblent être appréciés par le public et continuent ainsi de jouer dans plusieurs endroits de la ville. Ils enregistrent un premier EP promotionnel de six chansons intitulé Jamás, produit en indépendant et vendu par le groupe à chacun de leurs concerts. En juillet 2000, en un temps record de deux jours et demi, ils enregistrent leur premier album intitulé Los Bunkers, dont est extrait le single El Detenido dont la radio Rock & Pop fera la promotion. En octobre de la même année, sur cette même station de radio, ils participent à l'émission Raras Tocatas Nevas et jouent  leurs tubes en direct. Grâce à leur popularité croissante, ils signent un contrat avec la compagnie de disques Big Sur qui réédite le disque en ajoutant un titre bonus, El derecho de Vivir en Paz de Víctor Jara.
En l'an 2000 est tourné leur premier clip, Fantasías Animadas de Ayer y Hoy, qui réussit à passer en rotation sur MTV. Le 3 avril 2001 sort leur premier disque qui reçoit un accueil enthousiaste des critiques et se profile comme étant un des meilleurs disques de l'année. Deux nouveaux singles en sont extraits Entre mis brazos et Yo Sembré Mis Penas en tu Jardín, chacun avec un clip promotionnel qui permet une meilleure diffusion.
Le 25 mars 2008, et simultanément entre les radios Rock & Pop au Chili et Radio Reactor au Mexique, Los Bunkers lance le premier single de leur nouvel album, Barrio estación. Le morceau intitulé Deudas est publié sur leur MySpace.

### Années 2010
En août 2011, ils tournent aux États-Unis, participant au Lollapalooza de Chicago au Roxy Theatre. Entre août et septembre, ils effectuent une série de concerts entre le Mexique et le Chili, notamment au Teatro Metropólitan de Mexico le 11 août, et à la Punta Arenas le 27 août, au Teatro de la Universidad de Concepción le 4 septembre et au Teatro Regional del Maule de Talca le 8 septembre, célébrant les dix ans de la sortie de leur premier album, Los Bunkers. Ils jouent aussi au Teatro Caupolicán le 1er septembre jouant une quarantaine de chansons.
Le 14 septembre, ils effectuent une session acoustique pour le programme musical de 13C, Son de Calle. Le 24 novembre, ils jouent à Monterrey, Mexique, pour le Pa'l Norte Rock Fest.
Le 13 décembre, ils tournent un documentaire au Teatro Nescafé de las Artes. Le documentaire est publié sur le site web officiel de Sonar FM en téléchargement libre, et compte à cette période plus de 150 000 téléchargements.

### La velocidad de la luz
La velocidad de la luz est le septième album studio du groupe, publié le 14 mai 2013. Le 4 février 2013 sort le premier single extrait de l'album, Bailando solo. Il est publié en téléchargement payant le 7 février sur iTunes. Le groupe effectue par la suite une tournée nationale intitulée La Velocidad de la Luz Tour, qui commence le 26 juillet de la même année à Mexico, au Mexique. Ils tournent notamment à la Movistar Arena de Santiago, puis au SurActivo de Concepción,.

## Membres
- Gonzalo López - basse
- Álvaro López - voix principale, guitare
- Mauricio Durán - guitare, chœurs
- Francisco Durán - guitare, claviers, harmonica, chœurs
- Mauricio Basualto - batterie

## Discographie

### Albums studio
- 2001 : Los Bunkers
- 2002 : Canción de Lejos
- 2003 : La Culpa
- 2005 : Vida de Perros
- 2008 : Barrio Estación
- 2010 : Música Libre
- 2013 : La velocidad de la luz
- 2023 : Noviembre

### EP
- 2000 : Jamás

### DVD
- 2006 : En Vivo

## Tournées
- 2004-2005 : La Culpa Tour
- 2006-2007 : Gira de Perros
- 2008-2009 : Barrio Estación Tour
- 2010-2012 : Música Libre Tour
- 2013-2014 : La Velocidad de la Luz Tour